# TVR Sagaris
O Sagaris é um coupé esportivo da fabricante britânica TVR.[carece de fontes?]

## Visão Geral
O Sagaris fez sua estreia no MPH03 Auto Show em 2003. O modelo de pré-produção foi exibido no Birmingham Motor Show de 2004 . Em 2005, o modelo de produção foi lançado para venda ao público nas concessionárias da TVR em todo o mundo. Baseado no TVR T350 , o Sagaris foi projetado pensando nas corridas de endurance . o grande número de aberturas de ventilação, aberturas de admissão e outros recursos na carroceria permitem que o carro seja conduzido por longos períodos de tempo em pistas de corrida, sem modificações necessárias para refrigeração e ventilação. O modelo de produção final veio com várias mudanças em relação aos modelos de pré-produção, por exemplo, as aberturas nas asas não são cortadas, os espelhos retrovisores e os faróis são diferentes, a localização do bocal do combustível e as dobradiças da capota foram realocadas,  juntamente com outras variações.
Como com todos os TVR’s dos anos 90 e 2000, o Sagaris ignora a diretriz da União Europeia de que todos os carros novos deveriam ser equipados pelo menos com ABS e Airbag's dianteiros, porque Peter Wheeler acreditava que tais dispositivos promoviam o excesso de confiança e arriscam a vida de um motorista. Os carros também eram desprovidos de controles eletrônicos, como TCS ou ESP. Contudo, os TVR’s possuem cockpits projetados para resistir a impactos, como os causados por batidas ou capotagens .
Daniel Boardman era o Engenheiro Chefe envolvido no projeto Sagaris sob a nova liderança russa, que estava frustrado com os já conhecidos problemas de qualidade de TVR, como entrada de água, tapetes descolados e direção arisca. Ele passou um tempo considerável assegurando que o Sagaris foi projetado adequadamente desde o começo. A suspensão foi projetada para eliminar o efeito “Bump Steer”, os amortecedores foram finamente ajustados com a ajuda da Bilstein e Multimatic, o capô foi reprojetado de maneira funcional, assim como todos os painéis de aço da carroceria, e vedações de porta foram meticulosamente verificadas, para garantir a ausência de entrada de água. O jornalista automobilístico Jeremy Clarkson descreveu o produto resultante como "o melhor TVR já feito", embora, quando conduzido por ele, o carro mostrasse alguns problemas relacionados à má qualidade.

## Especificações[3]
Trem de Força
Motor: TVR Speed Six 4.0l
Tipo: Seis-em-linha longitudinal, layout central-dianteiro
Aspiração: Naturalmente aspirado
Deslocamento: 3.996 cc (4,0 l; 243,9 P. C.)
Potência: 406cv a 7000 rpm
Torque: 48,3 mkgf (473 N⋅m) a 5000 rpm
Diâmetro x Curso dos Pistões: 96 mm × 92 mm
Taxa de compressão: 12.2: 1
Comando de Válvulas: comando duplo, 4 válvulas por cilindro
Duração da abertura das válvulas: admissão 264s, escape 264s standard
Caixa de velocidade
Transmissão : Manual, 5 velocidades a frente, uma para ré, tração traseira
Suspensão
Frente: Independente , tipo “Duplo A” , amortecedores à gás tipo “coil-over”, barras estabilizadoras
Traseira: Independente, tipo “Duplo A” , amortecedores à gás tipo “coil-over”,, barras estabilizadoras
Freios
Dianteiros: disco ventilados de 322 mm, com pinças de 4 pistões
Traseiros: disco ventilados de 298 mm, com pinças de 2 pistões
Rodas e pneus
Rodas: 18 x 8,5 em rodas de liga de alumínio
Pneus: 255/35 R18(D); 255/35 ZR18(T)
Chassi / Carroceria
Chassi: Tubular
Painéis da Carroceria: Fibra de Vidro
Peso: 1,075 kg
Comprimento: 4,057 mm (159,7 pol.)
Largura: 1,770 mm (69,7 pol.)
Altura: 1,175 mm (46,3 pol.)
Performance
Velocidade máxima: 298 km/H
0-100 km/H: 3,9 segundos
100-0 km/H: 2,9 segundos

## Automobilismo
A versão de corrida do TVR Sagaris foi inscrito na temporada de 2011 da British GT Cup pela equipe Winstanley, dirigido por Danny Winstanley. O carro, em especificação de corrida, tinha um chassi de fábrica padrão, mas foi equipado com a versão atualizada do TVR Motor Supersport Speed Six, de 420 hp (426cv; 313 kW). Em sua primeira temporada, registrou vitórias em Oulton Park e Brands Hatch.

## Outras Mídias
No vídeo game Forza Horizon 2 para Xbox 360, um Sagaris roxo metálico de 2005 é um dos carros disponíveis, com 380 hp (385cv; 283 kW). O carro também está disponível na sequência do jogo, Forza Horizon 3. O Sagaris também apareceu nos jogos Forza Motorsport 4, Test Drive Unlimited em 2007 e Test Drive Unlimited 2 de 2011, e no jogo The Crew, de 2014. Também aparece no jogo Project Gotham Racing 2, do primeiro Xbox.
O filme de 2010, The Heavy, apresenta um TVR Sagaris preto, dirigido por Gary Stretch.